# George Neville Watson
George Neville Watson   (Westward Ho!, 31 de gener de 1886 - Royal Leamington Spa, 2 de febrer de 1965) va ser un matemàtic anglès.

## Vida i Obra
El pare de Watson era mestre d'escola, però v sr més conegut com a genealogista, ja que va tenir un paper important en la publicació de The Complete Peerage, una genealogia completa de la noblesa britànica en 13 volums, publicada entre 1887- i 1898, que va revisar de forma exhaustiva. Aquesta minuciositat en el treball la va heretar el seu fill. Després d'educar-se a la St. Paul's School de Londres, va ingressarel 1904 al Trinity College (Cambridge) amb una beca. El 1907 es va graduar en matemàtiques com senior wrangler, el 1909 va obtenir el premi Smith i l'any següent es va convertir en fellow del Trinity College.
El 1914 va ser nomenat professor ajudant de matemàtiques al University College de Londres on va romandre fins al 1918 en que va ser nomenat catedràtic de la universitat de Birmingham, en la qual va estar fins a la seva jubilació el 1951.
Dos llibres li van donar merescuda fama: A Course of Modern Analysis (segona edició de 1915, escrita conjuntament amb Edmund Whittaker) i A Treatise on the Theory of Bessel Functions (1922). Tots dos es van convertir en llibres de referència sobre el tema per la seva claredat i profunditat. També se li deuen altres contribucions importants com el lema de Watson, sobre el comportament asimptòtic de les integrals, o la identitat del producte quíntuple, una identitat fonamental en l'anàlisi combinatori.